# Vývod žlučníku
Vývod žlučníku, latinsky ductus cysticus, je trubicovitý orgán, který spojuje žlučový měchýř s vývodnými žlučovými cestami. K těm se napojuje pod ostrým úhlem pod jaterní bránou a jeho ústí tvoří přechod mezi společným jaterním vývodem a hlavním žlučovodem.
U člověka bývá vývod žlučníku dlouhý nejčastěji 2-4 cm, s krajními hodnotami 0,5 cm a 8 cm. Na žlučník nasedá pozvolna, přechází plynule v krček žlučového měchýře, do žlučovodů ústí pod ostrým úhlem. Průměr vývodu žlučníku je 3-12 mm. V proximální části se sliznice uvnitř vývodu skládá ve 4-10 spirálovitých řas zvaných Heisterovy řasy či Heisterovy chlopně.
Vývod žlučníku tvoří hranici Calotova trojúhelníku, útvaru sloužícímu k orientaci chirurga při operacích žlučových cest. Ohraničuje jej laterálně, mediální hranici tvoří společný jaterní vývod a nahoře jej uzavírá spodní plocha jater.